# Eleonora Gonzaga-Nevers
Eleonora Maddalena Gonzaga-Nevers (Mantova, 18 novembre 1630 – Vienna, 6 dicembre 1686) era figlia di Carlo, duca di Nevers e Rethel (1609-1631), figlio del duca di Mantova Carlo I di Gonzaga-Nevers, e di Maria Gonzaga.
Soprannominata la Giovane (de: Jüngere) per distinguerla dalla sua zia omonima, era considerato una delle più educate e virtuose donne del suo tempo. Affascinata dalla poesia religiosa, fondò un'accademia letteraria e fu anche patrona delle opere musicali a teatro. Come Imperatrice del Sacro Romano Impero, promosse lo sviluppo della vita spirituale e culturale alla Corte Imperiale a Vienna. Pur essendo una fervente cattolica e benefattrice di diversi monasteri, ebbe un'attitudine tollerante nei riguardi del Protestantesimo.
Stabilì e fu Gran Maestra di due ordini cavallereschi femminili: l'Ordine degli Schiavi della Virtù (1662) e l'Ordine della Croce Stellata (1668).

## Biografia

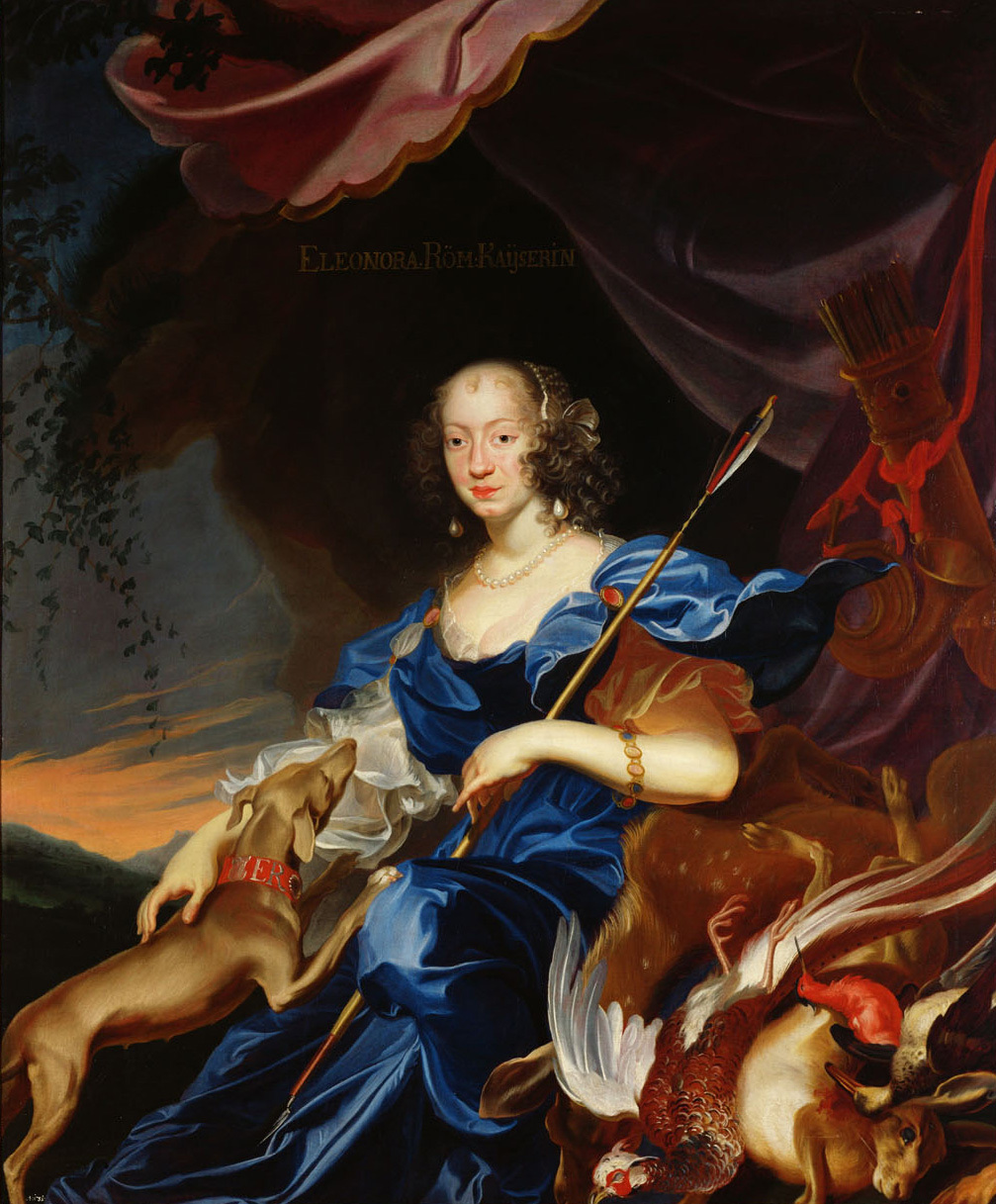
Eleonora Gonzaga

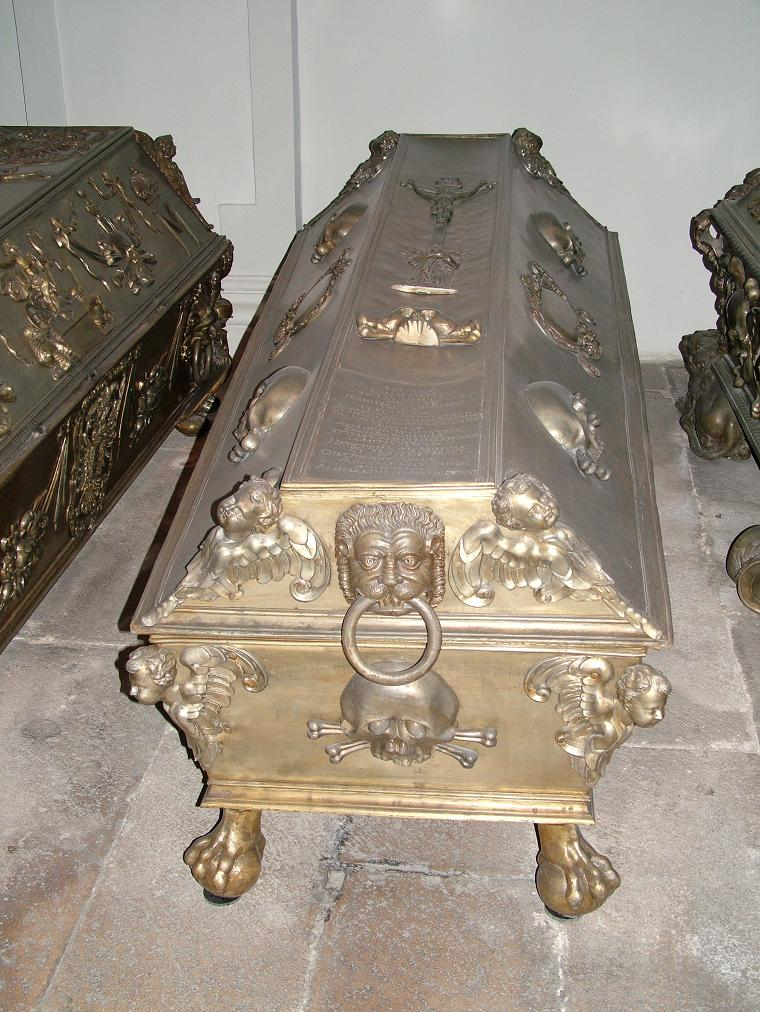
Sarcofago di Eleonora Gonzaga.

### Infanzia
Eleonora era la secondogenita di Carlo Gonzaga, duca di Nevers (erede del ducato di Mantova), e di sua moglie e cugina Maria Gonzaga (erede del ducato di Monferrato). Da parte di suo padre i suoi nonni erano Carlo Gonzaga, duca di Nevers e Rethel e Caterina di Mayenne, un membro della Casa di Lorena, e da parte di sua madre i suoi nonni erano Francesco IV Gonzaga, duca di Mantova, e Margherita di Savoia.
Prende il nome dalla zia paterna di sua madre, l'imperatrice Eleonora, che era anche la sua madrina. Il matrimonio dei genitori di Eleonora fu fatto allo scopo di rafforzare le rivendicazioni del ramo di Nevers della Casa dei Gonzaga sui Ducati di Mantova e del Monferrato quando la linea principale si sarebbe estinta. Il duca di Nevers, un vassallo del regno di Francia, dovette affrontare l'opposizione di Ferrante II Gonzaga, duca di Guastalla, che contò con il sostegno del Sacro Romano Impero, il Regno di Spagna e il Ducato di Savoia, e iniziò così la guerra di successione di Mantova, durante la quale Eleonora, con i genitori e il fratello maggiore Carlo, lasciò Mantova, ma tornò un anno dopo alla firma del trattato di Cherasco (19 giugno 1631), in base al quale furono riconosciuti i diritti del duca Carlo di Nevers; tuttavia un mese dopo (30 agosto 1631), il padre di Eleonora morì di tubercolosi, e iniziò una serie di conflitti politici tra il duca Carlo e sua nuora, che si concluse con l'esilio di Margherita di Savoia (madre di Maria) da Mantova.
Durante questo periodo Eleonora visse nella chiesa di Sant'Orsola, dove rimase con la madre fino al 1637, quando, dopo la morte di suo nonno, suo fratello maggiore divenne nel nuovo duca di Mantova e nel Monferrato sotto la reggenza della madre. La principessa ricevette un'eccellente istruzione, parlava fluentemente francese, spagnolo e italiano, molto esperta in letteratura, musica e arte ed in danze e ricami. Già nell'adolescenza manifestò un talento poetico, che si esprimeva nelle sue composizioni di poesie filosofiche e religiose.

### Matrimonio
Il matrimonio di Eleonora fu organizzato dalla sua madrina, che mantenne stretti legami con la nipote, e divenne la principale sostenitrice della sua elezione a moglie di Ferdinando III; in precedenza, l'imperatrice vedova fu in grado di organizzare il matrimonio del duca Carlo II (fratello di Eleonora) con l'arciduchessa Isabella Clara d'Austria (membro del ramo tirolese della casa d'Asburgo) nel 1649.
Durante le trattative matrimoniali, l'Imperatore promosse le seguenti condizioni: il ducato di Mantova doveva mantenere la sua lealtà agli interessi del Sacro Romano Impero, la sposa poteva conservare i suoi diritti ereditari sul ducato del Monferrato e una dote di 400.000 talleri. Il duca Carlo II fu d'accordo con solo piccoli cambiamenti: Mantova avrebbe mantenuto la lealtà al Sacro Romano Impero solo se questa alleanza non avesse potuto portare conseguenze negative al ducato, e la dote della sposa sarebbe stata pagata in più rate nei successivi anni.
Il matrimonio per procura fu solennizzato il 2 marzo 1650 nella Basilica Palatina di Santa Barbara, in cui l'imperatore era rappresentato dal suo ambasciatore, il conte Johann Maximilian von Lamberg. Le celebrazioni si sono protratte fino al 22 marzo, quando Eleonora, accompagnata da alcuni parenti, viaggiò da Mantova a Vienna. Il corteo arrivò nella città austriaca di Villach, dove la sposa salutò i suoi parenti e in compagnia della sua madrina l'imperatrice vedova continuò il viaggio a Wiener Neustadt, dove il 30 aprile 1651 si svolse la cerimonia ufficiale. Dopo la cerimonia, l'imperatore diede alla sua nuova moglie i gioielli di famiglia e un dono di 50.000 fiorini. Per Ferdinando III era il suo terzo matrimonio e aveva figli da entrambe le unioni.
Nonostante la grande differenza di età, il matrimonio fu felice. La natura attiva e dolce della giovane imperatrice l'aiutò a ottenere la simpatia di tutti i membri della famiglia imperiale: stabilì infatti un rapporto eccellente con tutti i suoi figliastri. Eleonora imparò il tedesco e l'imperatore suo marito italiano, e insieme i coniugi imperiali partecipavano a cerimonie religiose e secolari. La vera natura di entrambi non impediva loro di dedicarsi alla letteratura e alle attività musicali, come le visite ai teatri o la caccia, che era una delle passioni dell'imperatrice. Nel suo ritratto di Frans Luycx, Eleonora è raffigurata nell'immagine di Diana, l'antica dea della caccia.
Dal matrimonio nacquero quattro figli, di cui solo due femmine raggiunsero l'età adulta:
- Teresa Maria Giuseppina (27 marzo 1652 - 27 giugno 1653), arciduchessa d'Austria;
- Eleonora Maria Giuseppina (1653-1697), arciduchessa d'Austria, sposò in prime nozze nel 1670 Michele Korybut, eletto re di Polonia nel 1669; in seconde nozze nel 1678 Carlo V di Lorena;
- Maria Anna Giuseppina (1654-1689), arciduchessa d'Austria, sposò nel 1678 l'elettore Palatino Giovanni Guglielmo del Palatinato;
- Ferdinando Giuseppe Aloisio (11 febbraio 1657 - 16 giugno 1658), arciduca d'Austria.

### Imperatrice del Sacro Romano Impero e regina di Germania
Eleonora viene descritta come una donna molto colta e devota. Autrice di poesie, diresse un'accademia letteraria e promosse la vita culturale di Vienna. Sebbene fosse profondamente cattolica, non attuò discriminazioni contro gli autori protestanti.
Promosse la fondazione di numerosi monasteri, fra cui quello delle Orsoline di Vienna; era inoltre protettrice del recente convento viennese dei carmelitani, fondato nel 1662.
A quest'epoca risale l'ampliamento della Hofburg dell'ala leopoldina (Leopoldinischer Trakt); nel febbraio 1668 vi scoppiò un incendio che quasi distrusse l'intera costruzione: in seguito, venne trovata sotto le macerie una reliquia della Croce ancora intatta. Per questo motivo l'imperatrice fondò l'ordine dinastico femminile della Croce stellata (Sternkreuz).
Dopo la morte di Ferdinando nel 1657 intensificò la sua attività in campo culturale e religioso. È sepolta nella Cripta Imperiale di Vienna.

## Ascendenza
|                            |                    |                              | Genitori                       |  |  | Nonni |  |  | Bisnonni                |  |  | Trisnonni              |  |
|                            |                    |                              |                                |  |  |       |  |  | Ludovico Gonzaga-Nevers |  |  | Federico II di Mantova |  |
|                            |                    |                              |                                |  |  |       |  |  | Ludovico Gonzaga-Nevers |  |  | Federico II di Mantova |  |
|                            |                    | Margherita Paleologa         |                                |  |  |       |  |  | Ludovico Gonzaga-Nevers |  |  |                        |  |
| Carlo I di Gonzaga-Nevers  |                    |                              |                                |  |  |       |  |  | Ludovico Gonzaga-Nevers |  |  |                        |  |
|                            |                    | Enrichetta di Nevers         | Francesco I di Nevers          |  |  |       |  |  |                         |  |  |                        |  |
|                            |                    | Enrichetta di Nevers         | Francesco I di Nevers          |  |  |       |  |  |                         |  |  |                        |  |
|                            |                    | Enrichetta di Nevers         | Margherita di Vendôme          |  |  |       |  |  |                         |  |  |                        |  |
| Carlo di Gonzaga-Nevers    |                    | Enrichetta di Nevers         |                                |  |  |       |  |  |                         |  |  |                        |  |
|                            |                    | Carlo di Guisa               | Francesco I di Guisa           |  |  |       |  |  |                         |  |  |                        |  |
|                            |                    | Carlo di Guisa               | Francesco I di Guisa           |  |  |       |  |  |                         |  |  |                        |  |
|                            |                    | Carlo di Guisa               | Anna d'Este                    |  |  |       |  |  |                         |  |  |                        |  |
| Caterina di Lorena         |                    | Carlo di Guisa               |                                |  |  |       |  |  |                         |  |  |                        |  |
|                            |                    | Enrichetta di Savoia-Villars | Onorato II di Savoia           |  |  |       |  |  |                         |  |  |                        |  |
|                            |                    | Enrichetta di Savoia-Villars | Onorato II di Savoia           |  |  |       |  |  |                         |  |  |                        |  |
|                            |                    | Enrichetta di Savoia-Villars | Giovanna di Foix               |  |  |       |  |  |                         |  |  |                        |  |
| Eleonora di Gonzaga-Nevers |                    | Enrichetta di Savoia-Villars |                                |  |  |       |  |  |                         |  |  |                        |  |
|                            | Vincenzo I Gonzaga | Guglielmo Gonzaga            |                                |  |  |       |  |  |                         |  |  |                        |  |
|                            | Vincenzo I Gonzaga | Guglielmo Gonzaga            |                                |  |  |       |  |  |                         |  |  |                        |  |
|                            | Vincenzo I Gonzaga | Eleonora d'Austria           |                                |  |  |       |  |  |                         |  |  |                        |  |
| Francesco IV Gonzaga       | Vincenzo I Gonzaga |                              |                                |  |  |       |  |  |                         |  |  |                        |  |
|                            |                    | Eleonora de' Medici          | Francesco I de' Medici         |  |  |       |  |  |                         |  |  |                        |  |
|                            |                    | Eleonora de' Medici          | Francesco I de' Medici         |  |  |       |  |  |                         |  |  |                        |  |
|                            |                    | Eleonora de' Medici          | Giovanna d'Austria             |  |  |       |  |  |                         |  |  |                        |  |
| Maria Gonzaga              |                    | Eleonora de' Medici          |                                |  |  |       |  |  |                         |  |  |                        |  |
|                            |                    | Carlo Emanuele I di Savoia   | Emanuele Filiberto I di Savoia |  |  |       |  |  |                         |  |  |                        |  |
|                            |                    | Carlo Emanuele I di Savoia   | Emanuele Filiberto I di Savoia |  |  |       |  |  |                         |  |  |                        |  |
|                            |                    | Carlo Emanuele I di Savoia   | Margherita di Valois           |  |  |       |  |  |                         |  |  |                        |  |
| Margherita di Savoia       |                    | Carlo Emanuele I di Savoia   |                                |  |  |       |  |  |                         |  |  |                        |  |
|                            |                    | Caterina Michela d'Asburgo   | Filippo II di Spagna           |  |  |       |  |  |                         |  |  |                        |  |
|                            |                    | Caterina Michela d'Asburgo   | Filippo II di Spagna           |  |  |       |  |  |                         |  |  |                        |  |
|                            |                    | Caterina Michela d'Asburgo   | Elisabetta di Valois           |  |  |       |  |  |                         |  |  |                        |  |
|                            |                    | Caterina Michela d'Asburgo   |                                |  |  |       |  |  |                         |  |  |                        |  |